# Encalladero
Se llama encalladero al lugar o paraje en donde encalla o vara el barco anclándose en el fondo o encajonándose entre piedras. 
Al tener encallar la acepción de encontrar el barco escollos o peñascos parándose entre ellos (Terreros), encalladero se refiere al bajío o banco de arena que está debajo del agua y en el que entrando la nave con violencia se atasca o encalla. Tiene relación con varadero.